# Humanitäre Katastrophe

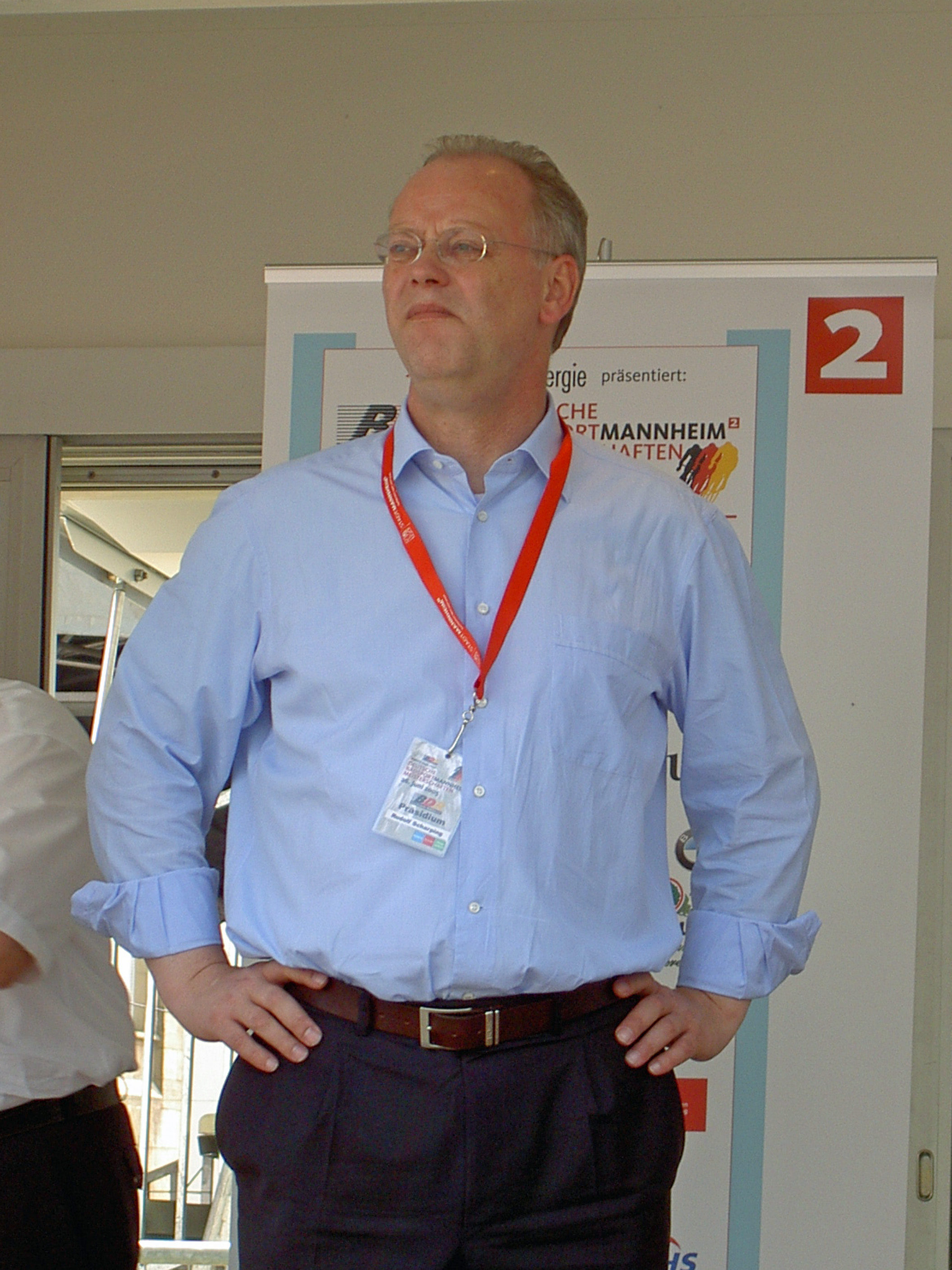
Rudolf Scharping, der den Begriff „humanitäre Katastrophe“ erstmals verwendete

Die Redewendung humanitäre Katastrophe ist im Deutschen seit 1999 nachgewiesen. Sie bezeichnet Katastrophen, die das Leben vieler Menschen zerstören oder gefährden.
Die Wendung kam im Deutschen auf zur Rechtfertigung der deutschen Beteiligung am Kosovokrieg 1999. Verteidigungsminister Rudolf Scharping verwendete sie in einer Rede am 6. Februar 1999.
Bundeskanzler Gerhard Schröder griff sie am 24. März 1999 auf und erläuterte, mit der Beteiligung der deutschen Luftwaffe „eine humanitäre Katastrophe im Kosovo verhindern“ zu wollen (vgl. „Deutschland im Kosovokrieg“). Die Wahl dieser Bezeichnung war Teil des sprachlich dramatisierenden Bemühens der Bundesregierung, der deutschen Öffentlichkeit, insbesondere den Anhängern der Rot-Grünen Koalition, die erstmalige Beteiligung deutscher Soldaten an Kampfhandlungen nach dem Zweiten Weltkrieg zu erläutern. So argumentierte Bundesaußenminister Joschka Fischer, vornehmlich an seine Partei Bündnis 90/Die Grünen gerichtet: „Wir haben immer gesagt: ‚Nie wieder Krieg!‘ Aber wir haben auch immer gesagt: ‚Nie wieder Auschwitz!‘“
Die Bezeichnung rührt vermutlich her aus einer wörtlichen Übersetzung des für solche Zusammenhänge bereits zuvor im Englischen gebräuchlichen „humanitarian catastrophe“. Er ist im Deutschen insofern unpräzise, als der Begriff humanitär regelmäßig als mitmenschlich im karitativen Sinne verstanden wird, es sich aber nicht um eine karitative, sondern um eine Menschen betreffende Katastrophe handelt.